# Patrick King
Patrick C. King (* 2. November 1970 in Düsseldorf) ist ein ehemaliger deutscher Basketballspieler. Er besitzt auch die britische Staatsbürgerschaft.

## Leben
King stammt von einer deutschen Mutter und einem englischen Vater ab. Als Kleinkind zog er mit seiner Familie nach Mexiko-Stadt, anschließend wuchs er im US-Bundesstaat New York auf. King spielte als Schüler Basketball an der Fox Meadow School und an der Scarsdale High School.
Er bestritt zwischen 1989 und 1992 71 Spiele für die Bucknell University. In der Saison 1991/92 war King Kapitän der Hochschulmannschaft. In diesem Spieljahr brachte er es auf 610 Punkte (20,3 Punkte/Spiel), was zu jenem Zeitpunkt in der ewigen Bestenliste der Bucknell University nur neun Punkte weniger waren als der damalige Saisonbestwert. Mit einer Trefferquote von 63,8 Prozent bei Würfen aus dem Feld (zwischen 1989 und 1992) stellte er einen Bucknell-Rekord auf, auch seine Trefferquote in der Saison 90/91 (67 Prozent) war zum Zeitpunkt seines Abschieds eine Bestmarke in der Geschichte der Hochschulmannschaft. Gleiches galt für seine während des Spieljahres 1991/92 erzielten 205 Freiwürfe und die 1133 Einsatzminuten. 1992 wurde er als Spieler des Jahres der Patriot League ausgezeichnet.
Nach seinem Studium an der Bucknell University begann er seine professionelle Basketballkarriere 1992 bei TTL uniVersa Bamberg. In seinem ersten Bamberger Spieljahr (1992/93) wurde er mit der Mannschaft deutscher Vizemeister. Er steigerte seine Punktausbeute in Bamberg zwischen 1992 und 1996 stetig von 6,9 (1992/93) auf 14,1 (1995/96) je Begegnung. 1996 wechselte er innerhalb der Basketball-Bundesliga den Verein und spielte ab der Saison 1996/1997 für den MTV Gießen. In Gießen war er Spielführer und wurde vereinsseitig als Integrationsfigur bezeichnet. King war ein vielseitiger Flügelspieler, der als guter Passgeber und Rebounder eingestuft wurde.
Nach einer kurzen Ausleihe an Panathinaikos Limassol im Jahre 1999 kehrte er zu Gießen zurück und verblieb dort, da er noch unter Vertrag war, bis 2001 seine Karriere aufgrund einer Verletzung an der Achillessehne endete. King erzielte während seiner Laufbahn 2706 Punkte in der Bundesliga. Er bestritt 38 A-Länderspiele für Deutschland, sein Punkthöchstwert in einem Länderspiel waren 15 im Juli 1994 gegen Brasilien. King nahm mit der Nationalmannschaft an der Weltmeisterschaft 1994 sowie der Europameisterschaft 1995 teil.
Nach seinem Karriereende war King kurzzeitig als Trainer des MTV Gießen II (Oberliga) tätig. Er wurde beruflich als Spielervermittler und -berater tätig. Zu den bekannten Spielern, die King als Berater betreute, gehörten Anton Gavel, Konrad Wysocki, John Goldsberry, Johannes Herber und Derrick Allen.
2006 wurde King in die Sportruhmeshalle der Bucknell University aufgenommen.